# مقاطعة بغداد
مقاطعة بغداد هي تقسيم إداري في ولاية فرغانة في أوزبكستان. مركزها مدينة بغداد.